# Municipio de Canal
El municipio de Canal (en inglés: Canal Township) es un municipio ubicado en el condado de Venango en el estado estadounidense de Pensilvania. En el año 2000 tenía una población de 1.008 habitantes y una densidad poblacional de 15 personas por km².

## Geografía
El municipio de Canal se encuentra ubicado en las coordenadas 41°29′00″N 79°56′59″O / 41.48333, -79.94972.

## Demografía
Según la Oficina del Censo en 2000 los ingresos medios por hogar en la localidad eran de $36,484 y los ingresos medios por familia eran $42,833. Los hombres tenían unos ingresos medios de $30,463 frente a los $22,109 para las mujeres. La renta per cápita para la localidad era de $16,612. Alrededor del 6,2% de la población estaban por debajo del umbral de pobreza.